# ضفدع صيني بني
ضفدع صيني بني (الاسم العلمي: Rana chensinensis) (بالإنجليزية: Chinese brown frog)‏ هو نوع من البرمائيات يتبع جنس الضفدع الحقيقي من فصيلة الضفادع الحقيقية.